# Gabriel Gardner
Gabriel Gardner (ur. 18 marca 1976 w San Diego) – amerykański siatkarz grający na pozycji atakującego. Wielokrotny reprezentant swojego kraju – w reprezentacji występuje od 1998 roku. Na koszulce nosi nr 15. Oprócz reprezentacji obecnie występuje w klubie Fenerbahçe SK. W przeszłości grał również w piłkę wodną w wyższej szkole w San Clement na pozycji bramkarza.

## Kariera

### College
Gabriel uczęszczał do college'ów w południowej Kalifornii i Stanford. W 1996 jako początkujący zawodnik grał na uniwersytecie południowej Kalifornii (USC Trojans). Tam był jednym z wyróżniających się zawodników, gdyż zajął 11. miejsce w kraju w statystyce punktów zdobywanych atakiem (5,50 punktu atakiem/set). W efekcie swojej dobrej gry został wyznaczony przez "Asics/Volleyball Magazine" do najlepszej drużyny w kategorii "Freshmen". W 1997 rozegrał 15 meczów w USC Trojans. Wyróżniał się ogromną ilością punktów zdobywanych atakiem. W 11 meczach zdobył powyżej 20 punktów tym elementem, w 3 więcej niż 30. Popisowe spotkanie rozegrał przeciwko Pepperdine, w którym to zdobył 41 punktów atakiem. To był jego ostatni mecz w Trojans, gdyż zdecydował się na przeprowadzkę do Stanford. W efekcie nie brał udziału w rozgrywkach w 1998. W 1999 rozegrał 13 meczów. Bardzo dobrze grał w ataku (6.79 skutecznego ataku/set) i w obronie (1.64 obrony/set). To był jego koniec przygody z college'em.

### Reprezentacja
W 1998 wystąpił w dwóch meczach przeciwko Portugalii. Zdobył w nich odpowiednio: 25 i 16 punktów atakiem. W 1999 zadebiutował w Igrzyskach Panamerykańskich. W 2002 wystąpił w pierwszych trzech tournée sezonu. Najlepszy mecz rozegrał przeciwko Serbii i Czarnogórze zdobywając 18 punktów. W 2003 doznał kontuzji na Igrzyskach Panamerykańskich i powrócił dopiero na Puchar Świata. W 2004 po raz pierwszy wystąpił na olimpiadzie i od razu zajął ze swoją reprezentacją 4. miejsce. W 2005 razem ze swoją reprezentacją bez problemów zakwalifikował się na MŚ 2006 w piłce siatkowej w Japonii. W 2006 wystąpił na MŚ, które nie były jednak zbyt udane dla USA (10. miejsce). W 2007 był wyróżniającym się zawodnikiem Stanów Zjednoczonych i zajął z nią 3. miejsce w Lidze Światowej. Największy sukces z reprezentacją odniósł w 2008 roku, zdobywając Mistrzostwo Olimpijskie.

## Sukcesy

### Reprezentacyjne
- 4. miejsce w Pan American Cup w 2003
- 4. miejsce w Pucharze Świata w 2003
- 1. miejsce w turnieju kwalifikacyjnym do IO Ateny 2004 (strefa NORDECA)
- 1. miejsce w turnieju USA Global Challenge
- 4. miejsce na IO w Atenach (2004)
- 1. miejsce w turnieju kwalifikacyjnym do MŚ 2006 w Japonii
- 3. miejsce w LŚ 2007
- 1. miejsce w LŚ 2008
- 1. miejsce w IO w Pekinie (2008)

### Klubowe
- mistrzostwo ligi argentyńskiej w 2003
- mistrzostwo ligi tureckiej w 2005, 2007 i 2010

## Życie prywatne
Rodzicami Gabriela są Frank i Deborah Gardner. Posiada trójkę rodzeństwa: Phinneya, Zacka i Nicka. Phinney jest reprezentantem Stanów Zjednoczonych w piłce wodnej. Żonaty - tuż po Igrzyskach Olimpijskich w Atenach wziął ślub z Julie. Uroczystość odbyła się w Atenach.